# Thập niên 1100
Thập niên 1100 là thập niên diễn ra từ năm 1100 đến 1109.